# Wybory prezydenckie w Rumunii w 2004 roku
Wybory prezydenckie w Rumunii w 2004 roku zostały przeprowadzone w dwóch turach – 28 listopada i 12 grudnia 2004. W ich wyniku wyłoniono prezydenta Rumunii na pięcioletnią kadencję. Wybory wygrał Traian Băsescu z centroprawicowego Sojuszu Prawdy i Sprawiedliwości, który pokonał premiera Adriana Năstase z socjaldemokratów. Równolegle z pierwszą turą głosowania odbyły się również wybory parlamentarne.

## Wyniki wyborów
| Kandydat             | Poparcie                                              | I tura     | I tura | II tura    | II tura |
| Kandydat             | Poparcie                                              | Głosy      | %      | Głosy      | %       |
| -------------------- | ----------------------------------------------------- | ---------- | ------ | ---------- | ------- |
| Traian Băsescu       | Sojusz Prawdy i Sprawiedliwości PD+PNL                | 3 545 236  | 33,92  | 5 126 794  | 51,23   |
| Adrian Năstase       | Unia Narodowa PSD+PUR                                 | 4 278 864  | 40,97  | 4 881 520  | 48,77   |
| Corneliu Vadim Tudor | Partia Wielkiej Rumunii                               | 1 313 714  | 12,57  |            |         |
| Béla Markó           | Demokratyczny Związek Węgrów w Rumunii                | 533 446    | 5,10   |            |         |
| Gheorghe Ciuhandu    | Partia Narodowo-Chłopska-Chrześcijańsko-Demokratyczna | 198 394    | 1,90   |            |         |
| Gigi Becali          | Partia Nowej Generacji                                | 184 560    | 1,77   |            |         |
| Petre Roman          | Siła Demokratyczna                                    | 140 702    | 1,35   |            |         |
| Gheorghe Dinu        | niezależny                                            | 113 321    | 1,08   |            |         |
| Marian Miluț         | AP                                                    | 43 378     | 0,42   |            |         |
| Ovidiu Tudorici      | URR                                                   | 37 910     | 0,36   |            |         |
| Aurel Rădulescu      | APCD                                                  | 35 455     | 0,34   |            |         |
| Alexandru Raj Tunaru | PTD                                                   | 27 225     | 0,26   |            |         |
| Total                | Total                                                 | 10 791 215 | 100,00 | 10 111 559 | 100,00  |
| Wyborcy/frekwencja   | Wyborcy/frekwencja                                    | 18 449 344 | 58,49  | 18 316 104 | 55,21   |